# 神成文吉
神成文吉（かんなり ぶんきち、1869年5月6日〈明治2年3月25日〉 - 1902年〈明治35年〉1月27日）は、大日本帝国陸軍の軍人。八甲田雪中行軍遭難事件において、青森歩兵第5連隊雪中行軍隊の主任中隊長であった人物として知られる。

## 経歴
1869年5月6日（明治2年3月25日）生まれで、久保田藩領の羽後国秋田郡鷹巣村（現・秋田県北秋田市）出身。
陸軍教導団卒業。1894年（明治27年）10月に特務曹長に昇進し、日清戦争に従軍。威海衛で戦闘の後、1895年（明治28年）4月1日陸軍歩兵少尉に昇進。その後、遼東半島守備を経て、1896年（明治29年）4月3日付けで台湾守備歩兵第2連隊付となり台湾へ出征し、1897年（明治30年）9月7日付けで青森歩兵第5連隊へ帰還。1897年（明治30年）10月25日陸軍歩兵中尉に昇進、1901年（明治34年）5月22日に陸軍歩兵大尉に昇進し、歩兵第5連隊中隊長に補される。日露戦争に備えた雪中訓練の総指揮官を勤めることとなり、1902年（明治35年）1月23日に雪中行軍は出発する。
だが、行軍隊は途中で遭難し、極限状態の中で、精神に錯乱をきたす者が出始めた。神成大尉も例外ではなく、1月25日には「天はわれわれを見捨てたらしいッ!」（生存者小原忠三郎伍長の筆記、文面には異説あり）と叫び、この発言でここまで神成を信じてついてきた多くの兵士の士気が下がり、斃れるものが続出した。生存者の一人である小原忠三郎伍長は後年、「あの言葉は言って欲しく無かった」と述べている。この発言は後に新田次郎著『八甲田山死の彷徨』で引用され、映画『八甲田山』では「天は我々を見放した」と表現され、この言葉は流行語となった。
1月26日夜に、同行していた後藤房之助伍長に対し自分を置いて行くよう命令したと後藤伍長は生還後証言した。
1月27日10時ごろに、青森市大滝平付近で後藤伍長が発見されると、その口述から付近に神成大尉が居ることが分かった。11時ごろ、後藤伍長からわずか100メートル後方で発見されるが、既に全身が凍り付いており、帽子も手袋も身に付けておらず、雪に首まで埋まっていたという。腕が凍り付いており、救命のため施そうとした気付け薬の注射の針が通らず、折れるほどであった。それでも口を開けて針を刺したところ一言何かを言ったとも言われる。だが、手当ての甲斐無くそのまま再度昏睡し、二度と目覚めることはなかった。 満32歳没。救援隊は神成大尉をそこに置いて帰還し、29日に遺体を収容した。

## 演じた俳優
- 北大路欣也 - 映画『八甲田山』（1977年、仮名の「神田大尉」として登場）
- 村野武範 - テレビドラマ『八甲田山』（1978年、仮名の「神田大尉」として登場）
- 荒井隆人 - 映画『ドキュメンタリー八甲田山』（2014年、実名で登場）

## その他
眉目秀麗な風貌であった。
家族は妻のほか、息子と娘と養女が一人いた。

## 栄典
- 1895年（明治28年）
  - 11月15日 - 正八位[7]
  - 11月18日 - 明治二十七八年従軍記章[8]
- 1896年（明治29年）5月25日 - 勲六等単光旭日章[9]
- 1897年（明治30年）12月15日 - 従七位[10]
- 1901年（明治34年）9月30日 - 正七位[11]
- 1902年（明治35年）1月24日 - 従六位[12]